# Turning Point Action
Turning Point Action (TPA) es una organización  sin ánimo de lucro (OSAL) 501(c) (4), creada por el fundador de Turning Point USA (TPUSA), Charlie Kirk. En julio de 2019, TPA compró la organización Estudiantes por Trump, un grupo de jóvenes fundado en 2015, en la Universidad de Campbell, en Buies Creek, Carolina del Norte, por John Lambert y Ryan Fournier.

## Historia

### Fundación
En mayo de 2019, se informó que Kirk estaba preparándose para presentar Turning Point Action, una entidad 501 (c) (4) fundada para hacer frente al Partido Demócrata y apoyar al Partido Republicano.
Aunque el grupo afirma ser: "Una organización completamente separada de Turning Point USA", la revista Forbes señaló que ambas organizaciones fueron fundadas por Charlie Kirk, y utilizan estilos parecidos de mercadotecnia y branding.
En julio de 2019, TPA compró los activos de "Estudiantes por Trump", un grupo de jóvenes fundado en 2015 en la Universidad de Campbell en Buies Creek, Carolina del Norte por John Lambert y Ryan Fournier.

### Actividad en las redes sociales
En septiembre de 2020, The Washington Post informó que Turning Point Action había pagado a jóvenes de Arizona, algunos de ellos menores, para que publicaran contenido de Turning Point USA en sus cuentas de redes sociales sin revelar su afiliación con la organización, y que Turning Point USA les había dado instrucciones específicas sobre cómo realizar modificaciones menores en el contenido para evitar que se detecte que proviene de la misma fuente. Los mensajes arrojaron dudas sobre la integridad del proceso electoral y minimizaron la amenaza del COVID-19.
La campaña se ha comparado con una granja de trols, evitando los procesos de moderación de contenido de las redes sociales.
Según un especialista independiente en ciencia de datos, la campaña fue altamente coordinada e incluyó mensajes similares bajo las instrucciones de Turning Point USA para evitar la detección de contenidos. Algunos de los mensajes publicados eran falsos y otros eran partidistas. Un mensaje publicado en Twitter afirmaba que: "Las cifras del coronavirus estaban infladas intencionalmente,". Otro tuit advirtió que no se confiara en Anthony Fauci. The Washington Post informó que Twitter respondió a sus preguntas suspendiendo al menos 20 cuentas por su participación en "una supuesta manipulación de plataformas y spam".
Austin Smith, director de campo de Turning Point USA, dijo a The Washington Post: "Este es un activismo político sincero realizado por personas reales que mantienen apasionadamente las creencias que describen en línea, no una granja de trols anónimos en Rusia". 
Jake Hoffman, director ejecutivo de una empresa de marketing digital con sede en Phoenix, Arizona que se unió a Turning Point USA para este proyecto, explicó que: "Decenas de jóvenes se han emocionado al compartir sus creencias en las redes sociales". También agregó que: "Los participantes están usando sus propios perfiles personales y compartiendo un contenido que refleja sus valores y creencias". 
Después de que The Washington Post informara sobre la campaña, Twitter y Facebook cerraron las cuentas asociadas con la misma.

### Elecciones presidenciales de Estados Unidos de 2020
En la red social Facebook, un comentario arrojó dudas sobre las papeletas de voto por correo debido al uso potencial de fraude postal. 
Un comentario de Instagram afirmó que 28 millones de papeletas electorales se perdieron en las últimas cuatro elecciones, lo que implica un supuesto fraude electoral. En realidad, las papeletas faltantes no fueron devueltas por los votantes.
También se dirigió el mensaje a Joe Biden, el candidato presidencial demócrata en las elecciones presidenciales de 2020 en los Estados Unidos, junto con otros políticos demócratas y organizaciones de noticias en las redes sociales. Un mensaje afirmaba que: "Biden está siendo controlado por individuos detrás de la escena, que quieren llevar a los Estados Unidos por un peligroso camino hacia el socialismo". Facebook eliminó varias cuentas durante su investigación en curso.

### Manifestación de julio de 2021
En julio de 2021, Turning Point Action organizó una manifestación "para salvar las elecciones". Uno de los oradores fue el ex-Presidente de los Estados Unidos, Donald Trump, quien habló durante casi dos horas, repitiendo las acusaciones sobre un supuesto fraude electoral.